# Босанч (комуна)
Босанч (рум. Bosanci) — комуна у повіті Сучава в Румунії. До складу комуни входять такі села (дані про населення за 2002 рік):
- Босанч (5950 осіб)
- Кумперетура (325 осіб)

Комуна розташована на відстані 350 км на північ від Бухареста, 8 км на південний схід від Сучави, 107 км на північний захід від Ясс.

## Населення
За даними перепису населення 2002 року у комуні проживали 6275 осіб.
Національний склад населення комуни:
| Національність | Кількість осіб | Відсоток |
| -------------- | -------------- | -------- |
| румуни         | 6125           | 97,6%    |
| цигани         | 149            | 2,4%     |
| німці          | 1              | < 0,1%   |

Рідною мовою назвали:
| Мова      | Кількість осіб | Відсоток |
| --------- | -------------- | -------- |
| румунська | 6126           | 97,6%    |
| циганська | 149            | 2,4%     |

Склад населення комуни за віросповіданням:
| Релігія            | Кількість осіб | Відсоток |
| ------------------ | -------------- | -------- |
| православні        | 4883           | 77,8%    |
| п'ятдесятники      | 1205           | 19,2%    |
| баптисти           | 143            | 2,3%     |
| адвентисти         | 6              | 0,1%     |
| римо-католики      | 3              | < 0,1%   |
| старообрядці       | 1              | < 0,1%   |
| не вказали релігію | 3              | < 0,1%   |